# A Cowboy's Pledge
A Cowboy's Pledge è un cortometraggio muto del 1910. Il nome del regista non viene riportato nei credit del film, un western prodotto dalla Champion Film Company di Mark M. Dintenfass.

## Produzione
Il film fu prodotto dalla Champion Film Company.

## Distribuzione
Distribuito dalla Motion Picture Distributors and Sales Company, il film - un cortometraggio di una bobina - uscì nelle sale cinematografiche USA il 17 agosto 1910.